# Нельсон Демарко
Нельсон Демарко (ісп. Nelson Demarco, 6 лютого 1925 — 22 липня 2009) — уругвайський баскетболіст.
Бронзовий призер Олімпійських Ігор 1952, 1956 років, учасник 1948 року.